# REE
Pour les articles homonymes, voir REE (homonymie).
REE est le sigle anglais pour désigner les terres rares signifiant (Rares Earth Elements), parfois utilisé en français à la place de TR ou ETR.
On distingue deux groupes :
- LREE : terres rares légéres (Light)
- HREE : terres rares lourdes (Heavy)